# ژوربیز
شهر ژوربیز (به فرانسوی: Jurbise) در شهرستان من  در استان انو  در منطقه فدرال والوون در کشور بلژیک واقع شده‌است.